# Kevin Arnold (personaje de TV)
Kevin Arnold es un personaje de ficción de la serie de televisión estadounidense The Wonder Years,  interpretado por el actor Fred Savage.
La interpretación de este personaje le valió a Savage nominaciones a los premios Emmy y a los Globos de Oro como mejor actor de serie de comedia con apenas 13 años. Fue el más joven en ser nominado.

## Primeros años
Kevin Arnold nació el 18 de marzo de 1956 como el tercer y último hijo de Jack y Norma Arnold. Su padre, Jack, trabajaba en la empresa NORCOM antes de iniciar su propio negocio de muebles en 1973. Su madre era una ama de casa y, más tarde, empresaria y presidenta del consejo de una empresa de tecnología a la que había entrado a trabajar. Y su signo zodiacal es Piscis. 
Kevin creció en los suburbios, junto a sus hermanos mayores Karen y Wayne. Su relación con su hermano no era tan buena como se esperaría, ya que él disfrutaba torturar físicamente a Kevin y a su amigo Paul. Más tarde, cuando su padre muere, Wayne se hace cargo del negocio de los muebles. Su hermana mayor, Karen, de 16 años y hippie, no lo torturaba, pero, en cambio, no le daba mucha importancia. Finalmente, se casa con un chico llamado Michael, se va a vivir a Alaska y tiene un hijo. Kevin jugaba muchos deportes, incluidos béisbol, baloncesto y fútbol americano.

## Personalidad
Él se enamoró profundamente de su vecina, Gwendolyne "Winnie" Cooper, a los 12 años. Sin embargo, su relación no duró más allá de la escuela preparatoria. Más tarde, Winnie se iría a estudiar a París. Kevin y Winnie se escriben el uno al otro cada semana durante ocho años y él iría a recogerla al aeropuerto casado con otra mujer y con su hijo de 8 meses de edad.
Su mejor amigo de toda la vida es Paul Pfeiffer, nacido el 14 de marzo de 1956. Es un muy buen estudiante, extremadamente inteligente. En el episodio final se va a la universidad de Harvard a estudiar Derecho. Es alérgico a todo. Kevin comparte con Paul toda clases de situaciones (cómicas y serias). A pesar de que en varias ocasiones estuvieron a punto de dejar de ser amigos, siempre superan sus diferencias y se reconcilian.

## Cultura popular
El personaje de Kevin Arnold se convirtió en uno de los más populares e icónicos en la historia de la televisión americana.